# Stazione di Brucoli
La stazione di Brucoli è una stazione ferroviaria della Messina-Siracusa a servizio del centro abitato di Brucoli.

## Storia
La stazione fu costruita nell'ambito della realizzazione della strada ferrata tra Catania e Siracusa in un pianoro che domina il fiordo di Brucoli a poca distanza dall'omonimo paesino marinaro posto a nord del centro abitato di Augusta. Venne aperta il 19 gennaio 1871 in seguito all'apertura dell'ultimo tratto di ferrovia tra Lentini e Siracusa. La stazione ebbe sempre un traffico viaggiatori abbastanza ridotto e un minimo movimento di merci legato alle attività agricole della zona tuttavia rivestiva una buona importanza ai fini del traffico della linea costiera, importante ma a binario unico, e quindi fu sempre presenziata da dirigente movimento.
In seguito al terremoto di Santa Lucia del 1990 la stazione subì gravi danni all'edificio principale di stazione che dovette essere sostituito da un prefabbricato ad uso di servizio. Il costante calo dell'utenza, ormai quasi occasionale, ne ha determinato il declassamento e l'impresenziamento. Il 12 dicembre 2004 la stazione fu declassata a posto di movimento. La stazione venne poi  esercita in telecomando dalla stazione di Augusta.
Dal 15 dicembre 2013 la stazione è esercita in telecomando dal posto centrale in seguito all'attivazione del Sistema di comando e controllo (SCC) della tratta Agnone- Siracusa 

## Caratteristiche
La stazione consisteva di un fabbricato a due elevazioni (oggi parzialmente demolito) posto ad est del fascio binari con annesso piccolo fabbricato dei servizi. La stazione è sempre stata di fermata solo per le categorie di treni viaggiatori locali. Dagli anni ottanta in poi il traffico viaggiatori è del tutto scomparso.
Il fascio binari comprende il primo binario di incrocio, il secondo di transito e un terzo binario per incrocio e merci. Solo il primo e il secondo binario sono muniti di marciapiedi. Lo scalo merci era costituito da un solo binario tronco a fianco del primo binario della stazione.